# 毛利吉就
毛利 吉就（もうり よしなり）は、江戸時代前期の大名。毛利氏17代当主。長州藩3代藩主。

## 略歴
2代藩主・毛利綱広の長男。母は松平忠昌の娘・高寿院（千姫）。正室は若狭小浜藩主・酒井忠隆の娘・長寿院（亀子）。官位は従四位下長門守。
寛文8年（1668年）1月21日、江戸麻布の藩邸で生まれる。天和2年（1682年）2月27日、父の隠居により跡を継いだ。4月に5代将軍・徳川綱吉から偏諱を賜り、祖父・毛利秀就からも1字を取って吉就と名乗り、従四位下に叙位、侍従に叙任され、長門守と称する。
藩主としては、貞享元年（1684年）にはじめて領国に入国する。貞享3年（1686年）に貞享検地と呼ばれる検地を行なって、領民への徴税を是正することに務める一方、新堀川の治水工事や城下町の整備に取り組み、元禄4年（1691年）には護国山東光寺を建立するなど積極的な政治を展開するが、同時に藩財政の悪化も招くことになった。これに反発する家臣団との対立に苦労する中、元禄7年（1694年）2月7日に江戸桜田の藩邸で急死してしまった。享年27。
吉就には嗣子がなく、跡を吉就の異母弟で養嗣子の就勝（吉広）が継ぐこととなった。墓所は萩市椿東の東光寺。

## 系譜
- 父：毛利綱広（1639-1689）
- 母：千姫（1641-1669） - 高寿院、松平忠昌娘
- 正室：亀子（1676-1758） - 長寿院、酒井忠隆娘
- 養子
  - 男子：毛利吉広（1673-1707） - 毛利綱広の次男

## 偏諱を与えた人物
- 毛利就勝（実弟・養嗣子、のちの毛利吉広。就勝は右田毛利就信の養子になっていた時の諱。）
- 毛利就久（厚狭毛利家）
- 毛利就包（吉敷毛利就直の次男で広政・広包の次兄、初め村上武真）
- 毛利就芝（阿川毛利家）
- 宍戸就延（就宗）（熊谷元実の子で宍戸就附・熊谷就実の実弟。就附死後、宍戸氏を継ぐ。）
- 志道就晴（志道氏、主に吉広・吉元時代に当職（国家老・執政）を務めたが、毛利広政の直訴により罷免。）
- 志道就保（椙杜元縁の養子・就幸の子で椙杜就保とも。元縁実父・志道元保の曾孫で就晴とは親戚関係にある。娘に宍戸広周正室。主に吉広・吉元時代に当役を務めたが、毛利広政の直訴により罷免。）
- 清水就治（清水氏）
- 宍道就晴（宍道氏）
- 福原就澄?（福原広俊の子）
- 益田就高（益田氏分家、益田景祥の孫で広尭・宍道広慶の実父。）
- 益田就賢（益田氏分家から本家・須佐領主益田家第7代当主となる。）
- 椋梨就政（椋梨氏）